# Limbang
Limbang is een stad en gemeente (majlis daerah; district council) in de Maleisische deelstaat Sarawak.
De gemeente telt 47.000 inwoners en is de hoofdplaats van het gelijknamige district.